# Гефелль
Гефелль (нем. Gefell) — город в Германии, в земле Тюрингия.
Входит в состав района Заале-Орла. Население составляет 2675 человек (на 31 декабря 2010 года). Занимает площадь 45,21 км². Официальный код — 16 0 75 131.
Город подразделяется на 6 городских районов.

## Города-побратимы
- Эшно-ла-Мелин (Франция)